# Puccinia scirpi
Puccinia scirpi är en svampart som beskrevs av DC. 1805. Puccinia scirpi ingår i släktet Puccinia och familjen Pucciniaceae.   Inga underarter finns listade i Catalogue of Life.